# Tyihorecki járás

A Tyihorecki járás a Krasznodari határterületen

A Tyihorecki járás (oroszul Тихорецкий муниципальный район) Oroszország egyik járása a Krasznodari határterületen. Székhelye Tyihoreck.

## Népesség
- 1989-ben 58 739 lakosa volt.
- 2002-ben 61 232 lakosa volt, melyből 56 400 orosz (92,1%), 1 709 örmény, 1 246 ukrán, 276 azeri, 250 fehérorosz, 153 tatár, 135 német, 134 cigány, 113 grúz, 33 görög, 19 adige, 2 török.
- 2010-ben 59 106 lakosa volt.

Az örmények százalékos aránya Fasztoveckaja és Alekszejevszkaja településeken haladja meg jelentősen a járási összességben kimutatható arányszámukat.